# Domino One
Domino One è un film thriller del 2005 diretto da Nick Louvel.

## Trama
Jason Young è uno studente di chimica dai voti molto bassi che, per mantenersi, spaccia una droga di sua invenzione. Mentre cerca di rintracciare un suo tutor che sembra essersi volatilizzato, si ritrova al centro di una guerra fra due investigatori e il Domino Club, una società segreta di studenti universitari.